# 郑公侃
郑公侃，宋朝福建福州府闽县人，武状元。郑公侃在南宋宁宗开禧元年（1205年）乙丑科武举中获得第一名，他同时也是福州历史上第四位武状元。